# Liste der denkmalgeschützten Objekte in Fritzens
Die Liste der denkmalgeschützten Objekte in Fritzens enthält die denkmalgeschützten, unbeweglichen Objekte der Gemeinde Fritzens.

## Denkmäler
| Foto |                 | Denkmal                                                                                       | Standort                                  | Beschreibung | Metadaten |
| ---- | --------------- | --------------------------------------------------------------------------------------------- | ----------------------------------------- | --- | --- |
| ja   | Datei hochladen | Kath. Pfarrkirche hl. Johannes d. T. und Friedhof HERIS-ID: 55358 Objekt-ID: 63985 TKK: 60804 | neben Dorfstraße 11 Standort KG: Fritzens | Die Kirche wurde 1933 nach Plänen von Hans Menardi anstelle eines Vorgängerbaus erbaut und ist seit 1941 Pfarrkirche. Der einschiffige neobarocke Bau weist eine eingezogene Rundapsis und einen Westturm auf, an der Südfassade mit geschwungenem Blendgiebel befindet sich ein Rundbogenportal unter einem Vordach. Das Innere ist mit einem Tonnengewölbe mit ausgerundeten Stichkappen gedeckt. Die Deckenmalereien von Franz Xaver Fuchs und die Glasfenster von Carl Rieder stammen aus der Erbauungszeit. | BDA-Hist.: Q38064968 Status: § 2a Stand der BDA-Liste: 2025-06-30 Name: Kath. Pfarrkirche hl. Johannes d. T. und Friedhof GstNr.: .9/1, 255/2 Hl. Johannes der Täufer (Fritzens) |
| ja   | Datei hochladen | Bauernhaus Plankenhof HERIS-ID: 39074 Objekt-ID: 38779 TKK: 60842                             | Dorfstraße 15 Standort KG: Fritzens       | Der längsgeteilte Einhof mit Satteldach wurde Anfang des 18. Jahrhunderts als Herrschaftsgut errichtet. Wohnteil und Wirtschaftstrakt sind entlang der Firstlinie geteilt. Der Wohnteil mit Seitenflurgrundriss ist giebelseitig über ein Rundbogenportal mit Freitreppe erschlossen. Die barocke Giebelfassade ist mit Putzgliederung, profilierten und geohrten Fensterfaschen, Türfasche und Eckquaderung gestaltet und weist einen Bundwerkgiebel mit Giebelsöller auf. Im Inneren befinden sich ein durchgehender, tonnengewölbter Flur mit Stichkappen sowie eine Küche mit breitem Tonnengewölbe und Stichkappen. | BDA-Hist.: Q37986838 Status: Bescheid Stand der BDA-Liste: 2025-06-30 Name: Bauernhaus Plankenhof GstNr.: 253                                                                    |
| ja   | Datei hochladen | Ansitz Thierburg HERIS-ID: 39073 Objekt-ID: 38778 TKK: 60823                                  | Egge 15 Standort KG: Fritzens             | Der Ansitz wurde um 1480 von Peter Ruml, Rat Kaiser Maximilians, als Jagdschloss mit fünf Fischweihern erbaut. Sein Schwiegersohn Blasius Hölzl ließ die Anlage um einen Trakt erweitern, so dass ein Hof entstand. Nachfolgende Besitzer waren die Voland von Tierburg (ab 1543), die Botsch (ab 1587) und Matthias Burglechner (1604–1642). Die Familie Weinhart ließ einige Umbauten durchführen und 1674 den Wappenturm errichten. 1836 kam der der Ansitz an die Sternbach, 1932 an die Liphart. Die zweigeschoßige Baugruppe über unregelmäßigem Grundriss besteht aus einzelnen durch steile Satteldächer voneinander abgesetzten Teilen. Im Norden befindet sich ein kleiner Torturm mit gemalten Besitzerwappen und marmorner Inschriftenkartusche. Der Südtrakt weist ein spätgotisch abgefastes Spitzbogenportal und den ursprünglichen spätgotischen Dachstuhl auf. Im Inneren haben sich wertvolle Bau- und Ausstattungsdetails wie Gewölbe und eine getäfelte Stube mit reichen Rocailledekorationen erhalten. | BDA-Hist.: Q37986823 Status: Bescheid Stand der BDA-Liste: 2025-06-30 Name: Ansitz Thierburg GstNr.: .33 Fritzens Ansitz Thierburg                                               |
| ja   | Datei hochladen | Hauskapelle Thierburg HERIS-ID: 104052 Objekt-ID: 120666 TKK: 60824                           | Egge 15 Standort KG: Fritzens             | Die östlich an den Ansitz Thierburg angebaute und vom Innenhof her erschlossene Kapelle wurde 1488 erstmals urkundlich erwähnt. Die spätgotische Kapelle weist einen geraden Chorschluss, einen Dachreiter und hohe Spitzbogenfenster auf. Das Innere ist mit einem Netzgratgewölbe versehen. Die Ausstattung aus der Zeit nach 1670 wurde um 1760 barock erneuert. | BDA-Hist.: Q37798828 Status: Bescheid Stand der BDA-Liste: 2025-06-30 Name: Hauskapelle Thierburg GstNr.: .33 Fritzens Ansitz Thierburg                                          |